# برده‌داری در یهودیت
یهودیت و برده‌داری (انگلیسی: Jewish views on slavery) هم از نظر مذهبی و هم از نظر تاریخی متفاوت هستند. متون مذهبی باستانی و قرون وسطایی یهودیت حاوی قوانین متعددی است که بر مالکیت و رفتار با بردگان حاکم است متون حاوی چنین مقرراتی عبارتند از: کتاب مقدس عبری، تلمود، تورات میشنه قرن دوازدهم توسط خاخامابن میمون و شولحان عاروخ قرن شانزدهم توسط خاخام یوسف کارو. مقررات برده‌داری با گذشت زمان تغییر کرد. کتاب مقدس عبری شامل دو مجموعه قانون بود، یکی برای بردگان کنعانی، و یک مجموعه قوانین ملایم‌تر برای بردگان عبری.